# Джилліан Холл
Джилліан Фей Голл-Фарол (англ. Jillian Faye Hall-Farole; нар. 6 вересня 1980, Ешланд) — американська реслерка.

## Кар'єра
Дебютний виступ Джиліан Голл відбувся в 1998 році.
Найбільш відома виступами на арені WWE.

## Особисте життя
24 липня 1999 року одружилася з реслером Тімом Голлом. На початку 2000 року народила дочку, незабаром розлучилася.
З 10 вересня 2010 року Голл одружилася з Майком Фаролом. У березні 2011 року перенесла викидень на 14-у тижні вагітності. Не живе з Фаролом з квітня 2012 року. 